# Pseudodirphia eumedidoides
Pseudodirphia eumedidoides is een vlinder uit de familie nachtpauwogen (Saturniidae), onderfamilie Hemileucinae.
De wetenschappelijke naam van de soort is voor het eerst geldig gepubliceerd door Vuillot in 1892.